# Jens Holgersen Ulfstand

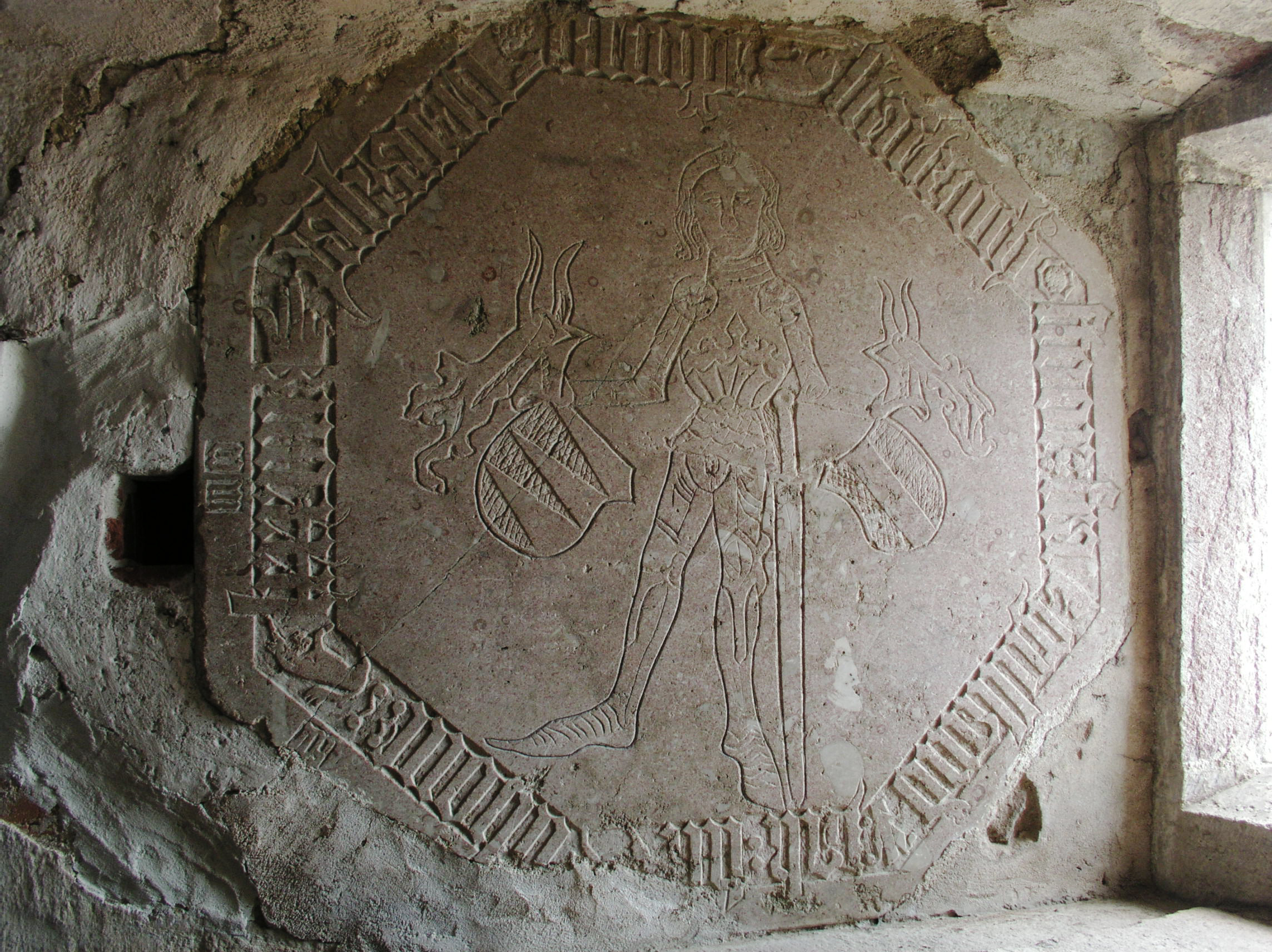
Ulfstand i sten, 2:a vån på Glimmingehus.

Jens Holgersen Ulfstand till Skabersjö och Glimmingehus, född omkring 1450, död 1523, var danskt riksråd, riksamiral samt länsherre på Gotland och i Gladsax län.

## Biografi
Ulfstand växte upp i en lågadlig familj. Fadern ägde egendomen Glimmingehus. Han gjorde stor karriär i Danmarks högre skikt och var från 1486 förlänad Lindholmens län i Skåne. Från 1510 var han herre på Villand och samtidigt på Sölvesborg. 
Ulfstand blev ståthållare på Gotland, men blev snart avskydd av befolkningen på grund av betungande skatter och avgifter. Fyra riksrådsmedlemmar skickades, antagligen 1492, dit för att undersöka klagomålen. Han ersattes på Gotland 1509 utan någon uppenbar anledning, men ett brev är känt som indikerar hans höga ställning hos kung Hans, som hade skrivit till sin son Kristian II och sagt att, skulle han dö, kunde han räkna fullständigt med Jens Holgersen för att skydda prinsen. 
År 1505 blev Ulfstand riksråd och under kung Hans anfall mot Sverige blev han befälhavare över en flottstyrka med vilken han härjade utefter den svenska kusten. År 1511 blev Ulfstand amiral för en kraftigt förstärkt dansk flotta. Ombord på hans amiralsskepp Engelen härjade han våldsamt vid den nordtyska kusten och vid Öland. Den 9 augusti samma år blev han involverad i ett sjöslag mot den lybska flottan söder om Bornholm, vilket slutade obesegrat. I Skåne ärvde han Glimminge gods efter sin far och 1499–1512 lät han på godset uppföra den väl bevarade borgen Glimmingehus.
Jens Holgersen (som han kallade sig själv) begravdes i Vallby kyrka, där hans familjegrav är bevarad.

## Familj
Jens Holgersen Ulfstand var gift första gången med Holmgerd Axelsdotter Brahe, död 1495 (ålder ~ 34 år) på Visborg, Visby, Gotland och begravd i Östra Tommarp, nära Glimmingehus. De fick två barn. 
Han gifte sig andra gången 20 juli 1498 på Visborgs slott med Margrethe Arvidsdotter Trolle (1475–1502), dotter till lagmannen Arvid Trolle i Tiohärads lagsaga och Beata Ivarsdotter (Tott). De hade sju barn, bland annat Børge Jensen Ulfstand som ärvde Glimmingehus och Sidsel Jensdatter Ulfstand som blev danske kungens personliga sömmerska och en känd godsägare.